# Шпундра
Шпундра — старинное украинское блюдо, свинина, тушённая со свёклой в свекольном квасе.
Шпундра напоминает верещаку, но, в отличие от неё, шпундру заправляли не сухарями, а мукой или запаренным тертым пшеном.
Шпундра упоминается в романе «Энеида» украинского поэта и просветителя И. П. Котляревского: «Был борщ до шпундров с буряками».
В 2017 году во время художественного фестиваля «Співоче поле. Тернопіль» тернопольский ресторатор Игорь Парий с помощниками сварил 248 литров украинского аутентичного блюда. Такой объем шпундры, как самый большой, зафиксировали в Национальном реестре рекордов Украины.
В 2021 году шпундра вошла в состав обновленного школьного меню для школьных столовых в Украине.

## Приготовление
Свинину нарезают кусочками, обжаривают в сале с луком. Затем тушат с нашинкованной или нарезанной небольшими кусочками свёклой в свекольном квасе без добавления воды. Через некоторое время можно добавить сметану. Готовую шпундру солят, заправляют чесноком и зеленью петрушки. Подают с кашей: гречневой или пшеничной. Раньше шпундру заправляли мукой или пареным перетёртым пшеном.

## Галерея

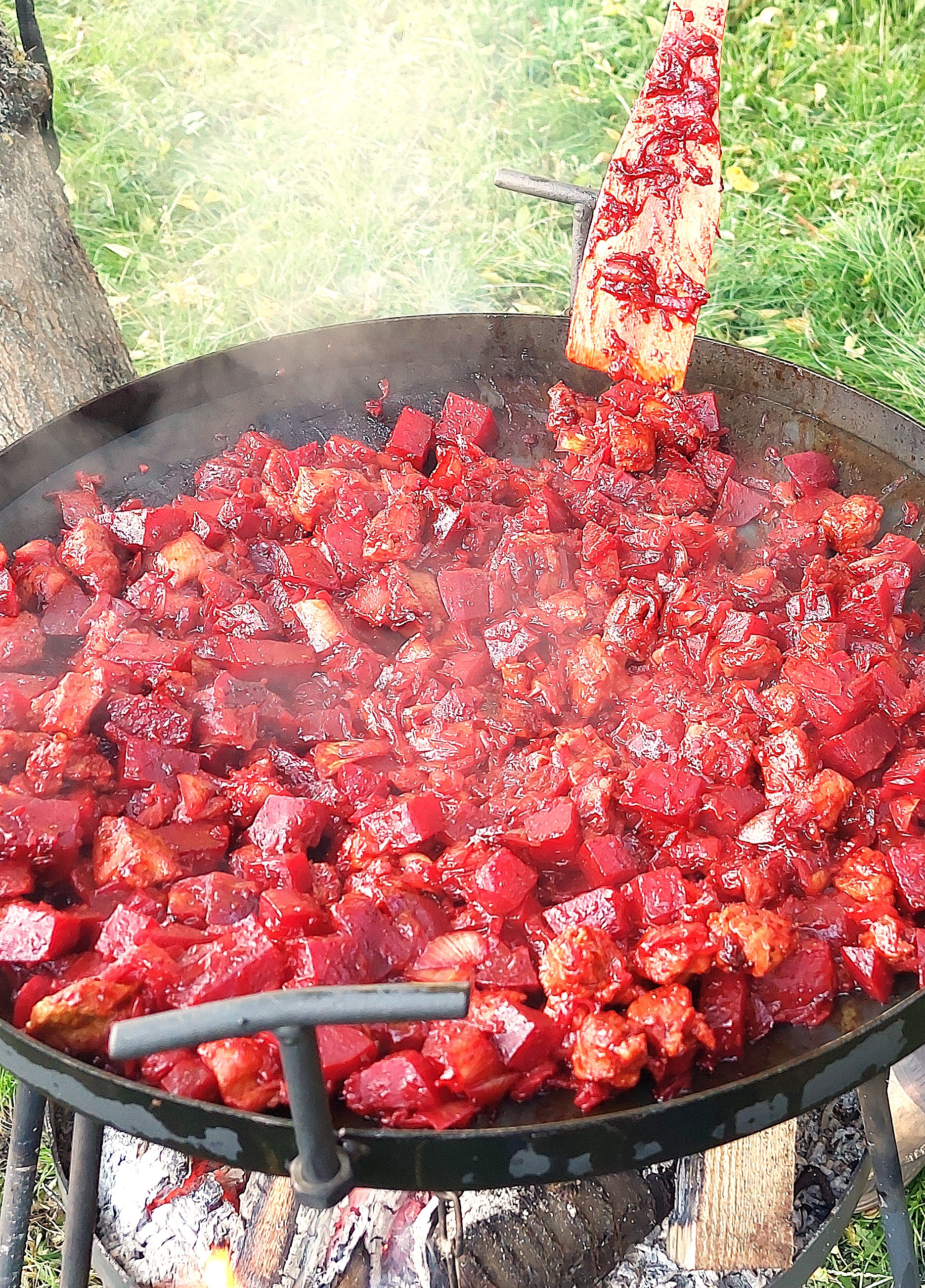
Приготовление шпундры в бороне
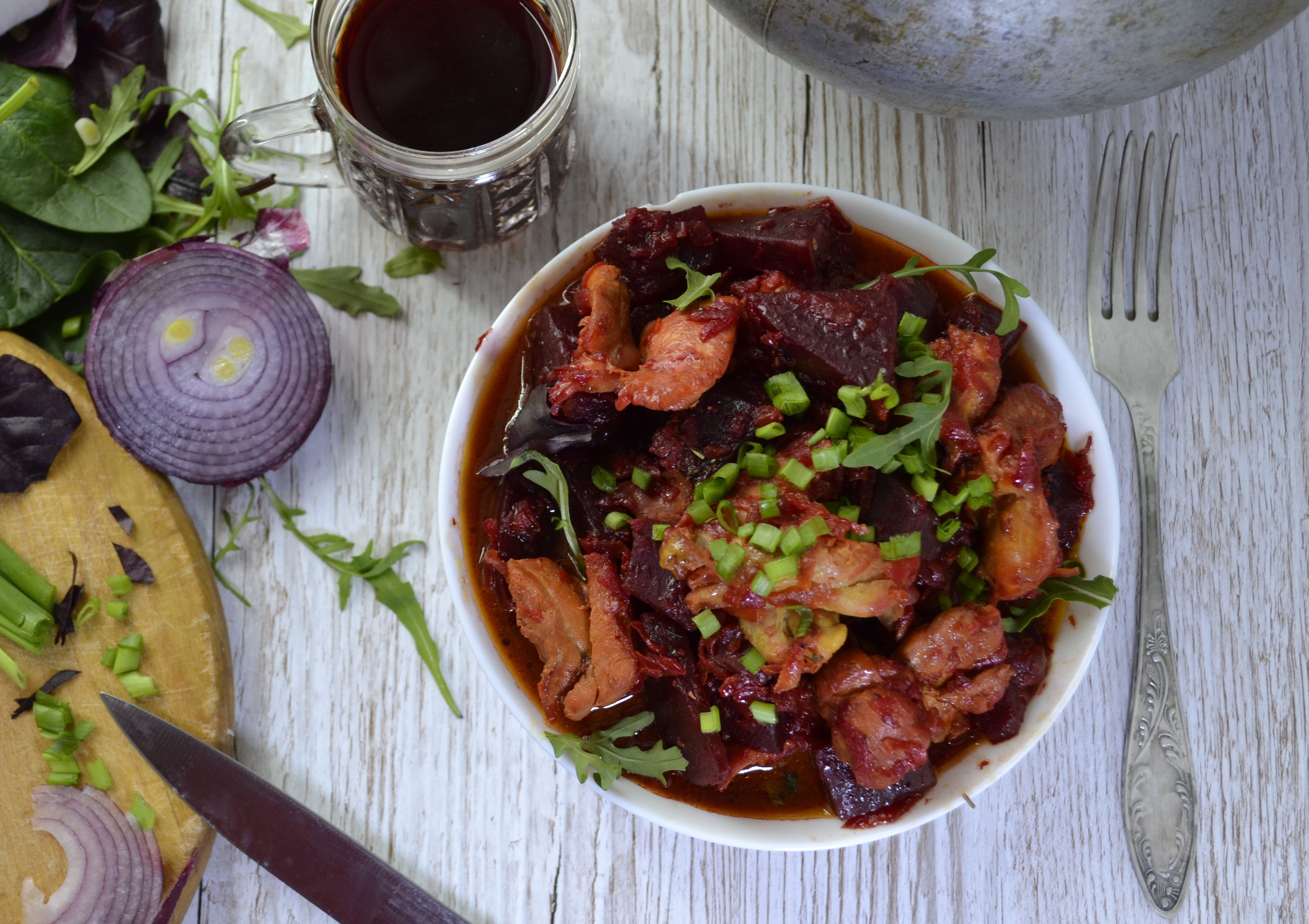